# نيو هيفن (كونيتيكت)
نيو هيفن هي مدينة في ولاية كونيكتيكوت في الولايات المتحدة الأمريكية.
تشتهر بوجود جامعة ييل العريقة فيها.تعتبر ثاني أكبر مدينة في كونيتيكت (بعد بريدجبورت)، وبتعداد سكاني يقدر ب129,779 نسمة حسب تعداد الولايات المتحدة 2010.

## المناخ
يظهر الجدول التالي التغييرات المناخية على مدار السنة لنيو هيفن:
| البيانات المناخية لـنيو هيفن | البيانات المناخية لـنيو هيفن | البيانات المناخية لـنيو هيفن | البيانات المناخية لـنيو هيفن | البيانات المناخية لـنيو هيفن | البيانات المناخية لـنيو هيفن | البيانات المناخية لـنيو هيفن | البيانات المناخية لـنيو هيفن | البيانات المناخية لـنيو هيفن | البيانات المناخية لـنيو هيفن | البيانات المناخية لـنيو هيفن | البيانات المناخية لـنيو هيفن | البيانات المناخية لـنيو هيفن | البيانات المناخية لـنيو هيفن |
| الشهر | يناير                        | فبراير                       | مارس                         | أبريل                        | مايو                         | يونيو                        | يوليو                        | أغسطس                        | سبتمبر                       | أكتوبر                       | نوفمبر                       | ديسمبر                       | المعدل السنوي                |
| --- | ---------------------------- | ---------------------------- | ---------------------------- | ---------------------------- | ---------------------------- | ---------------------------- | ---------------------------- | ---------------------------- | ---------------------------- | ---------------------------- | ---------------------------- | ---------------------------- | ---------------------------- |
| الدرجة القصوى °ف (°م) | 66 (19)                      | 67 (19)                      | 81 (27)                      | 90 (32)                      | 99 (37)                      | 98 (37)                      | 104 (40)                     | 104 (40)                     | 101 (38)                     | 86 (30)                      | 86 (30)                      | 70 (21)                      | 104 (40)                     |
| الحد الأقصى المتوسط °ف (°م) | 53 (12)                      | 53 (12)                      | 63 (17)                      | 76 (24)                      | 81 (27)                      | 89 (32)                      | 90 (32)                      | 89 (32)                      | 85 (29)                      | 77 (25)                      | 67 (19)                      | 58 (14)                      | 92 (33)                      |
| متوسط درجة الحرارة الكبرى °ف (°م) | 37.8 (3.2)                   | 40.5 (4.7)                   | 47.6 (8.7)                   | 58.2 (14.6)                  | 68.5 (20.3)                  | 77.3 (25.2)                  | 82.5 (28.1)                  | 80.9 (27.2)                  | 74.4 (23.6)                  | 63.4 (17.4)                  | 53.5 (11.9)                  | 42.9 (6.1)                   | 60.7 (15.9)                  |
| المتوسط اليومي °ف (°م) | 30.0 (−1.1)                  | 32.7 (0.4)                   | 39.4 (4.1)                   | 49.2 (9.6)                   | 58.9 (14.9)                  | 68.5 (20.3)                  | 74.0 (23.3)                  | 72.9 (22.7)                  | 65.3 (18.5)                  | 54.2 (12.3)                  | 45.1 (7.3)                   | 35.7 (2.1)                   | 52.2 (11.2)                  |
| متوسط درجة الحرارة الصغرى °ف (°م) | 22.2 (−5.4)                  | 24.9 (−3.9)                  | 31.2 (−0.4)                  | 40.2 (4.6)                   | 49.3 (9.6)                   | 59.7 (15.4)                  | 65.5 (18.6)                  | 64.9 (18.3)                  | 56.1 (13.4)                  | 45.0 (7.2)                   | 36.6 (2.6)                   | 28.4 (−2.0)                  | 43.8 (6.6)                   |
| الحد الأدنى المتوسط °ف (°م) | 4 (−16)                      | 7 (−14)                      | 16 (−9)                      | 27 (−3)                      | 37 (3)                       | 48 (9)                       | 55 (13)                      | 52 (11)                      | 42 (6)                       | 30 (−1)                      | 22 (−6)                      | 11 (−12)                     | 4 (−16)                      |
| أدنى درجة حرارة °ف (°م) | −8 (−22)                     | −5 (−21)                     | 1 (−17)                      | 17 (−8)                      | 30 (−1)                      | 40 (4)                       | 49 (9)                       | 43 (6)                       | 34 (1)                       | 24 (−4)                      | 14 (−10)                     | −5 (−21)                     | −8 (−22)                     |
| الهطول إنش (مم) | 3.19 (81)                    | 2.89 (73)                    | 4.29 (109)                   | 4.44 (113)                   | 4.17 (106)                   | 4.02 (102)                   | 4.01 (102)                   | 3.95 (100)                   | 4.37 (111)                   | 4.24 (108)                   | 3.93 (100)                   | 3.61 (92)                    | 47.11 (1٬197)                |
| متوسط تساقط الثلوج إنش (سم) | 9.2 (23)                     | 9.7 (25)                     | 6.7 (17)                     | 0.7 (1.8)                    | trace                        | 0.0 (0.0)                    | 0.0 (0.0)                    | 0.0 (0.0)                    | 0.0 (0.0)                    | 0.1 (0.25)                   | 0.8 (2.0)                    | 6.2 (16)                     | 33.4 (85.05)                 |
| متوسط أيام هطول الأمطار | 12                           | 11                           | 12                           | 11                           | 12                           | 10                           | 9                            | 9                            | 8                            | 7                            | 11                           | 12                           | 124                          |
| متوسط الرطوبة النسبية (%) | 62.8                         | 60.3                         | 64.4                         | 65.1                         | 69.7                         | 73.8                         | 74.2                         | 73.8                         | 74.1                         | 70.4                         | 68.2                         | 63.6                         | 68.4                         |
| ساعات سطوع الشمس اليومية | 6                            | 6                            | 7                            | 8                            | 9                            | 9                            | 9                            | 8                            | 7                            | 7                            | 5                            | 5                            | 7                            |
| متوسط مؤشر الأشعة فوق البنفسجية | 2                            | 2                            | 4                            | 6                            | 7                            | 8                            | 8                            | 8                            | 6                            | 4                            | 2                            | 1                            | 5                            |
| المصدر: NOAA, WRCC (some extremes), Weatherbase (precipitation days and humidity) and Weather Atlas (daily sunshine hours and UV index) |                              |                              |                              |                              |                              |                              |                              |                              |                              |                              |                              |                              |                              |

## توأمة
لنيو هيفن (كونيتيكت) اتفاقيات توأمة مع كل من:
- فريتاون (1981 - )[13]
- العفولة [13]
- أمالفي [13]
- أفينيون (1993 - )[13]
- هوي [13]
- ليون، نيكاراغوا [13]
- San Francisco Tetlanohcan Municipality [الإنجليزية]‏ [13]

## أعلام
- برونسيلاف مالينوفسكي
- كريغ ميلو
- بول جياماتي
- فرنسيس غريغوري
- جورج دبليو بوش
- إدوارد سابير
- جوزيه غيبس
- تجالينغ كوبمانز
- جون أديسون بورتر
- تشارلز جوديير
- جيمس توبن
- ماكس تيلر